# Пастилья

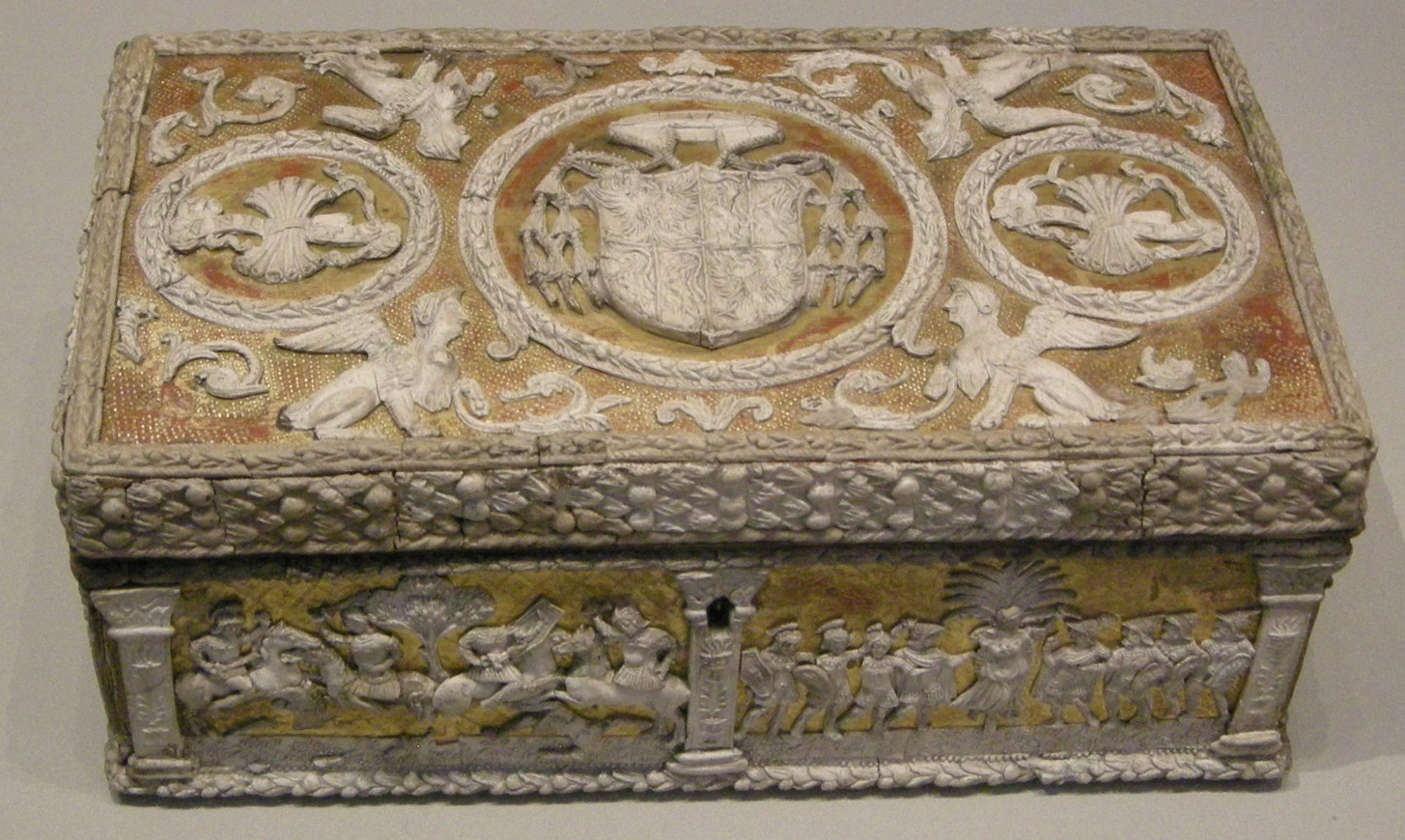
Шкатулка, изготовленная для кардинала Бернардо Клезио, ок. 1530—1538, Музей Виктории и Альберта

Пасти́лья (от итал. pastiglia — «лепешка, комок теста») — итальянское название техники лепного рельефа, в частности рельефного декора, вылепленного из гипса или стукко и помещённого на деревянную панель, сундук-кассоне или на кессонах деревянного потолка. Рельеф пастилья расписывают красками или покрывают позолотой.
Как правило, пастилья лепится из грунта или белого свинца, вылепленный рельеф после этого расписывается красками или покрывается позолотой; также возможно оставление рельефа в натуральном виде. Техника использовалась различными способами в Италии в эпоху Возрождения.
На мебели, рамах картин и зеркал пастилья используется как дешёвая имитация резьбы по дереву или по кости, резной мебели или литья по металлу.
Пастилья из белого свинца на шкатулках или ларцах, как правило, иллюстрирует сцены древнеримской истории.